# Il nemico sconosciuto (romanzo)
Il nemico sconosciuto è un romanzo poliziesco del 1932 di Mary Roberts Rinehart appartenente alla serie letteraria in cui indaga l'infermiera Hilda Adams che, chiamata spesso a coadiuvare la polizia, riesce con le sue deduzioni a risolvere sempre il caso.